# Känerkinden

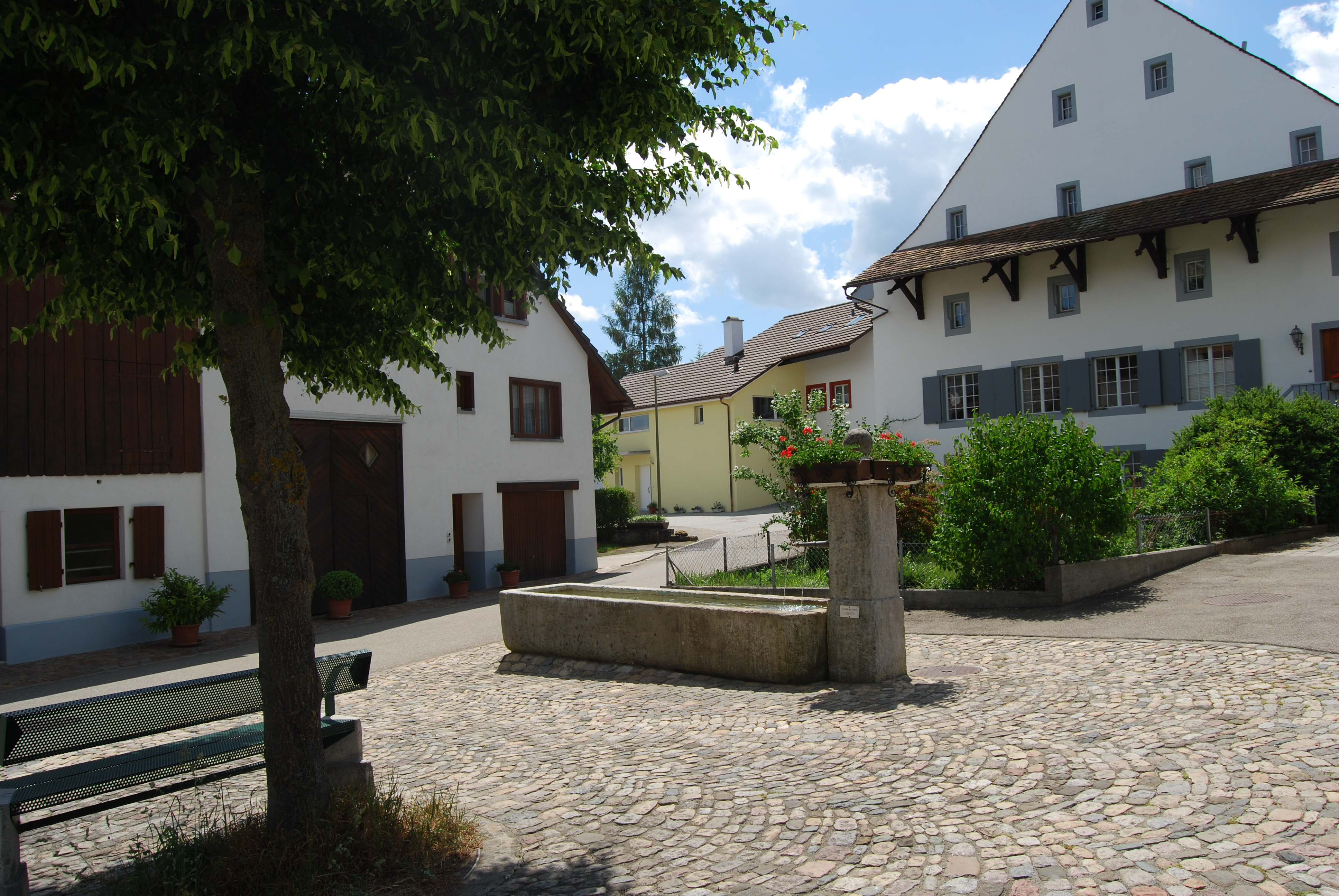
Känerkinden

Känerkinden is een gemeente en plaats in het Zwitserse kanton Basel-Landschaft, en maakt deel uit van het district Sissach.
Känerkinden telt 483 inwoners.